# سانتياغو بانيوس
سانتياغو بانيوس (بالإسبانية: Santiago Baños)‏ هو لاعب كرة قدم مكسيكي في مركز الدفاع، ولد في 28 يونيو 1976 في مدينة مكسيكو في المكسيك. لعب مع ديبورتيفو مارتي ونادي أتلانتي ونادي بويبلا ونادي مونتيري ونادي نيكاكسا.